# Hadromastax dinamoraze
Hadromastax dinamoraze is een pissebed uit de familie Hadromastacidae. De wetenschappelijke naam van de soort is voor het eerst geldig gepubliceerd in 2004 door Bruce.